# Székesdűlő
Székesdűlő ([ˈseːkɛʃdyːløː]) est un quartier de Budapest situé dans le 4e arrondissement. 